# Ján Režňák
Ján Režňák (ur. 14 kwietnia 1919 w Jablonicy, zm. 19 września 2007 w Martinie) – pilot słowacki, as myśliwski z okresu II wojny światowej. Pilot sił powietrznych I Republiki Słowacji z największą liczbą zestrzeleń. Uzyskał 32 potwierdzone zwycięstwa z wszystkich 220, jakie ogółem w czasie II wojny światowej odnieśli piloci słowaccy.

## Życiorys
Pochodził z rodziny rzemieślniczej. Był synem stolarza.
Po skończeniu szkoły średniej w Senicy rozpoczął kurs pilota na lotnisku aeroklubowym w Vojnarach. Następnie został przyjęty do Szkoły Pilotażu przy 3. Pułku Lotniczym Czechosłowackiego Lotnictwa Wojskowego w Spiskiej Nowej Wsi. Po utworzeniu Republiki Słowacji jako kadet odbył szkolenie pilota myśliwskiego w Pieszczanach.
W 1940 roku rozpoczął służbę w Słowackich Siłach Powietrznych. W 1941 roku jako pilot 13. Eskadry Myśliwskiej został skierowany na Front Wschodni. Swój chrzest bojowy przeszedł na samolocie Avia B-534 29 lipca 1941 roku, gdy pomyłkowo wdał się w pościg za samolotami węgierskimi Fiat CR 32. Miesiąc później powrócił na Słowację.
Od sierpnia 1941 roku latał na samolotach Messerschmitt Bf 109. W 1942 roku odbył przeszkolenie w jednostkach Luftwaffe. W 1943 roku powrócił do służby na froncie.
17 stycznia 1943 roku dokonał swojego pierwszego zwycięstwa lotniczego. Nad miejscowością Smolenskaja zestrzelił samolot radziecki Polikarpow I-153. Tego samego dnia został też po raz pierwszy trafiony przez przeciwnika. Mimo ciężkiego uszkodzenia samolotu Messerschmitt Bf 109E Režňákowi udało się doprowadzić go na lotnisko i wylądować. 17 lutego 1943 roku podczas lotu samolotem Arado Ar 66 awaryjnie lądował na Morzu Azowskim. Mimo zimy udało mu się przetrwać w lodowatej wodzie i dryfując na krze doczekać przybycia łodzi ratunkowej.
30 czerwca 1943 roku nad wsią Sławjanskaja pilotując Messerchmitta Bf 109G-4 zestrzelił samolot Ławoczkin ŁaGG-3. Było to jego ostatnie potwierdzone zwycięstwo w II wojnie światowej. W lipcu 1943 roku Ján Režňák powrócił na Słowację. W 1944 roku służył w 13. Eskadrze Myśliwskiej na lotnisku Vajnorach, a następnie w Pieszczanach. W tym czasie jego jednostka zajmowała się zwalczaniem bombowców amerykańskich. Po wybuchu powstania słowackiego znalazł się w strefie okupowanej przez wojska niemieckie. Odmówił wstąpienia do Luftwaffe, za co został poddany nadzorowi i pozbawiony prawa opuszczania Pieszczan.
Po zakończeniu II wojny światowej wstąpił do Czechosłowackiego Lotnictwa Wojskowego. Od 1945 roku był instruktorem pilotażu. W 1948 roku z powodu swojej przeszłości, jako jeden z nielicznych byłych pilotów Słowackich Sił Powietrznych, został usunięty z wojska czechosłowackiego i zdegradowany. Rozpoczął pracę w aeroklubie jako instruktor. W ramach represji ze strony władz komunistycznych Czechosłowacji w 1951 roku pozbawiono go licencji pilota. Musiał zmienić pracę. Do emerytury, na którą przeszedł w 1979 roku pracował w biurze projektowym w Pieszczanach.
Po 1989 roku podjął starania o rehabilitację. Do końca życia mieszkał w Pieszczanach.
W czasie II wojny światowej odbył łącznie 193 loty bojowe. Odniósł 32 zwycięstwa zweryfikowane jako pewne i 3 jako prawdopodobne.

## Odznaczenia
- Order Krzyża Zwycięstwa
- Krzyż Zasługi Wojskowej
- Złoty Medal za Bohaterstwo
- Medal „Za bohaterstwo” kl. II
- Medal „Za bohaterstwo” kl. III
- Odznaka Pilota Wojskowego
- Krzyż Niemiecki w Złocie – III Rzesza
- Krzyż Żelazny I Klasy – III Rzesza
- Krzyż Żelazny II Klasy – III Rzesza
- Złota Odznaka Pilota Frontowego Luftwaffe – III Rzesza
- Order Korony Króla Zwonimira – Chorwacja